# 2-es busz (Balassagyarmat)
A balassagyarmati 2-es jelzésű autóbusz az Autóbusz-állomás és a Ruhagyár között közlekedik munkanapokon. A járatot a városi önkormányzat megrendelésére a Volánbusz üzemelteti.

## Járművek
A vonalon MAN SL 223 típusú busz közlekedett 2014. december 23-áig. A karácsonyi ünnepek után, december 30-ától már egy alacsony padlós Volvo 7000 közlekedik a 2-es busz vonalán.
2025. március 15.-től nem a Kenessey Albert Kórháztól, hanem az Autóbuszállomástól indul a járat.

## Útvonala
| Ruhagyár felé |
| --- |
| Autóbusz-állomás – Mikszáth Kálmán utca – Rákóczi fejedelem út – Kossuth Lajos út – Leningen Károly utca – Nyírjesi út – Mártírok útja – Horváth Endre utca – Ruhagyár |

## Megállóhelyei
| 2 (Autóbusz-állomás – Ruhagyár) |                            |                                  | |
| Perc (↓)                        | Megállóhely                | Átszállási kapcsolatok           | Létesítmények |
| 0                               | Autóbuszállomás végállomás | 1B, 5A, 6B, 6C, 8, 8A            | Autóbusz-állomás |
| 2                               | Hunyadi utca               | 1, 4, 5, 5A, 6, 6B, 6c, 7, 7A, 8 | Mikszáth Kálmán Művelődési Központ, Salgótarjáni Szakképzési Centrum Szent-Györgyi Albert Gimnáziuma, Szakgimnáziuma és Szakközépiskolája, piac, SPAR áruház, OTP Bank |
| 3                               | Balassa utca               | 7A                               | |
| 4                               | Deák Ferenc utca           | 7A                               | Evangélikus templom |
| 5                               | Benczúr Gyula utca         | 7A                               | |
| 6                               | Kis posta                  | 3, 7, 7A                         | Balassagyarmat 2. sz. posta |
| 7                               | Nyírjesi úti óvoda         | 6, 6A, 8                         | Játékvár Óvoda |
| 8                               | Mártírok útja              | 6, 6A, 8                         | |
| 9                               | Erdőgazdaság               | 6, 6A, 6B, 8                     | |
| 10                              | Ruhagyár végállomás        | 3, 5, 5A, 6, 6A, 6B, 6C, 7, 8    | An-Ro Ruha Kft. |

## Külső hivatkozások
- A Nógrád Volán weboldala. [2014. december 30-i dátummal az eredetiből archiválva].
- Valósidejű utastájékoztatás. Nógrád Volán. [2018. augusztus 21-i dátummal az eredetiből archiválva]. (Hozzáférés: 2016. november 6.)